# Hotel Am Seedeich 26

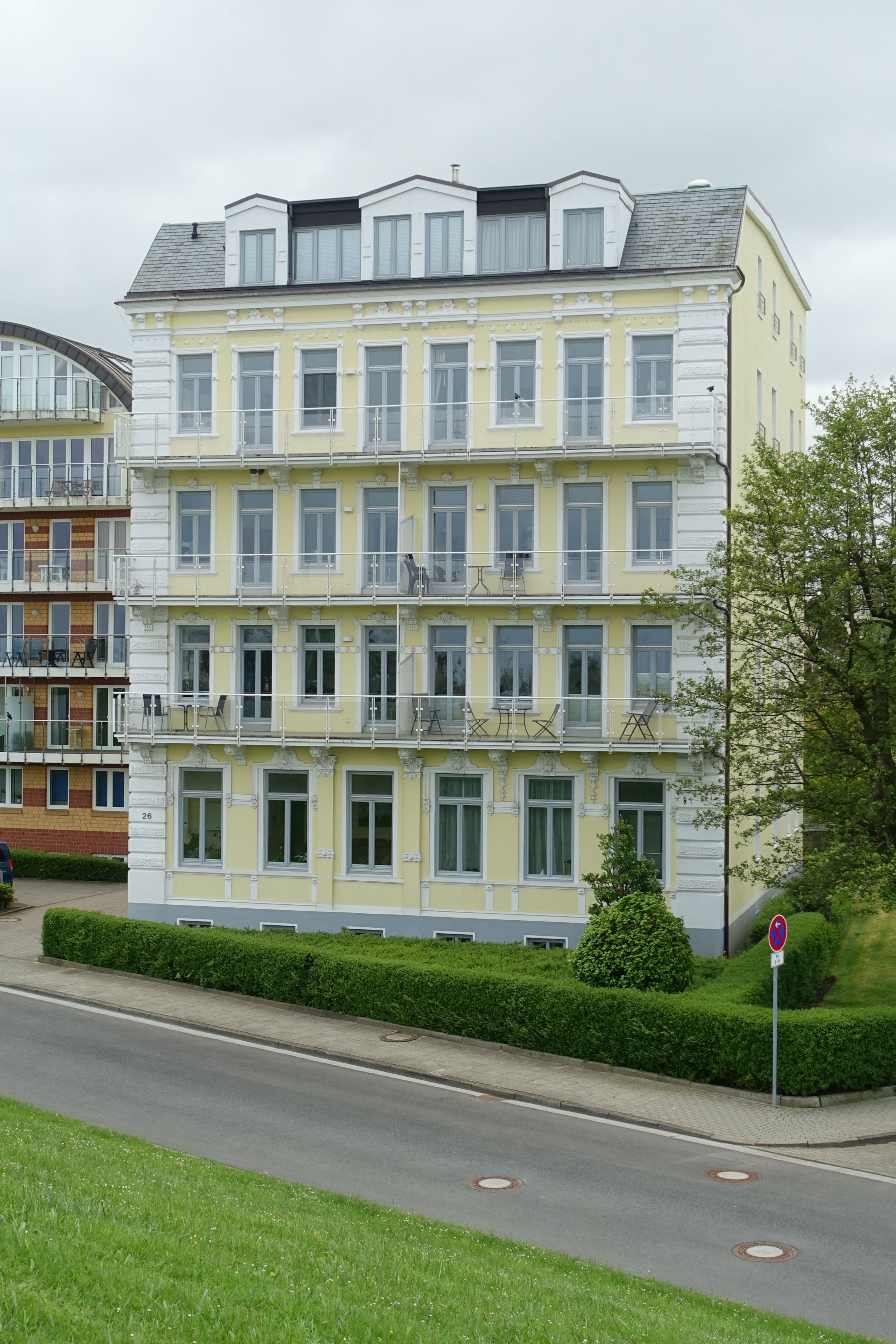
Am Seedeich 26 (2023)

Das ehemalige Hotel Am Seedeich 26 in der niedersächsischen Kreisstadt Cuxhaven im Landkreis Cuxhaven, in Grimmershörn zwischen dem Fährhafen und der Alten Liebe, stammt vom Anfang des 20. Jahrhunderts. Aktuell (2024) wird das Gebäude als Ferienwohnhaus Zum Kronprinzen genutzt.
Das Gebäude steht unter Denkmalschutz (siehe auch Liste der Baudenkmale in Cuxhaven).

## Geschichte und Beschreibung
Die Straße Am Seedeich liegt zwischen der Seefahrtschule und den Straßen Am Alten Hafen/Deichstraße. An ihr stehen sechs denkmalgeschützte Gebäude.
Das viergeschossige traufständige verputzte Gebäude auf Keller, mit schiefergedecktem flachen Mansarddach mit einem Band von späteren Gauben, wurde 1901 als Hotel gebaut. Die seeseitige Straßenfassade wurde gestaltet und gegliedert durch horizontale Gesimse und Traufgesimse, durchlaufende Balkone, quaderimitierenden Putzlisenen an den Ecken, verzierten Konsolen und einfache Fensterrahmungen. Das Haus wurde zu einem Feriendomizil mit Appartements umgebaut.
Das Landesdenkmalamt befand u. a.: „… Ein Bau, der das aufstrebende Seebad Cuxhaven um 1900 gut charakterisiert, ist das ehemalige Hotel … .“